# Araki (langue)
Pour les articles homonymes, voir Araki.
L’araki (en araki : Raki [ɾaki]) est une langue océanienne parlée sur l’île d’Araki, au large de l’île d’Espiritu Santo, dans l’archipel du Vanuatu. Elle a été décrite pour la première fois en 2002 par le linguiste Alexandre François.

## Classification
Comme les autres langues indigènes du Vanuatu, l’araki appartient au groupe des langues océaniennes, lui-même une branche de la grande famille des langues austronésiennes. Il est particulièrement proche du tangoa, bien que les locuteurs de cette langue ne comprennent pas l’araki.

## Vitalité
L’araki est une langue en voie d’extinction rapide : il n’est plus parlé en public et reste utilisé seulement par quelques familles. Le nombre de locuteurs décroît rapidement : estimé à 15 en 1999, il n’y avait plus que huit personnes capable de le parler couramment en 2010, et peut-être une vingtaine de personnes qui en ont une connaissance passive. L’araki est peu à peu remplacé par le tangoa, la langue de l’île voisine (Tangoa) qui fut adoptée par les missionnaires presbytériens du XIXe siècle dans leur entreprise d’évangélisation de cette région.
Par ailleurs, du fait de la proximité de la ville de Luganville, la pression du bislama, le pidgin national du Vanuatu, joue également un rôle dans la disparition prochaine de la langue araki.
Le 9 juin 2008, la fondation Chirac a annoncé son intention d’œuvrer pour la préservation, entre autres, de la langue araki en lançant le programme « Sorosoro, pour que vivent les langues du monde », un projet de sauvegarde des langues et cultures en danger. Sorosoro est d’ailleurs un mot araki signifiant « souffle, parole, langue »,.

## Écriture
L’araki étant une langue de tradition orale, il n’a pas d’écriture propre. Cependant, des linguistes ont développé un alphabet basé sur l’alphabet latin, complété de signes diacritiques.
| Lettre        | a   | e   | h   | i   | j    | k   | l   | m   | m̈   | n   | ng  | o   | p   | p̈   | r   | r̄   | s   | t   | u   | v   | v̈   |
| Prononciation | /a/ | /e/ | /h/ | /i/ | /t͡ʃ/ | /k/ | /l/ | /m/ | /n̼/ | /n/ | /ŋ/ | /o/ | /p/ | /t̼/ | /ɾ/ | /r/ | /s/ | /t/ | /u/ | /β/ | /ð̼/ |

Une convention orthographique plus ancienne utilisait ‹ c › pour /t͡ʃ/, ‹ d › pour /ɾ/, ‹ r › pour /r/ et ‹ g › pour /ŋ/.

## Prononciation

### Consonnes
Entre autres particularités linguistiques, l’araki est l’une des rares langues du monde qui possède une série de trois consonnes linguo-labiales, réalisées par un contact entre la pointe de la langue et la lèvre supérieure. Il est aussi caractérisé par l’absence de consonnes prénasalisées, fréquentes dans les langues de la région.
|                    | Bilabiales | Linguo-labiales | Alvéolaires | Vélaires | Glottale |
| ------------------ | ---------- | --------------- | ----------- | -------- | -------- |
| Occlusives sourdes | p          | t̼               | t           | k        |          |
| Affriquée sourde   |            |                 | t͡ʃ          |          |          |
| Fricatives sourdes |            |                 | s           |          | h        |
| Fricatives sonores | β          | ð̼               |             |          |          |
| Nasales            | m          | n̼               | n           | ŋ        |          |
| Latérale           |            |                 | l           |          |          |
| Battue             |            |                 | ɾ           |          |          |
| Roulée             |            |                 | r           |          |          |

La distinction entre /r/ et /ɾ/, tout comme les consonnes linguo-labiales, n’est maintenue que par les locuteurs qui parlent l’araki vraiment couramment.
Le phonème /t͡ʃ/ peut-être réalisé [t͡s] ou [t͡ɕ] avant /i/ et [t͡ʃ] ou [t͡ɕ] avant /a/ et /e/.

### Voyelles
L’araki a conservé les cinq voyelles du proto-océanien.
|          | Antérieures | Centrale | Postérieures |
| -------- | ----------- | -------- | ------------ |
| Fermées  | i           |          | u            |
| Moyennes | e           |          | o            |
| Ouverte  |             | a        |              |

L’araki n’a pas de diphtongues ; deux voyelles adjacentes appartiennent généralement à deux syllabes différentes.

### Accent tonique
L’accent tonique se trouve sur l’avant-dernière syllabe des mots qui se terminent par une voyelle, avec un accent secondaire toutes les deux syllabes : par exemple, haip̈ir̄u « sept » se prononce [ˌhaiˈt̼iru]. Les voyelles i et u peuvent disparaître en fin de mot, mais cela ne change pas la place de l’accent tonique : le mot harivi « rat » peut être prononcé hariv, et dans ce cas il est accentué sur la dernière syllabe. En fait, en règle générale, tous les mots qui se terminent par une consonne sont accentués sur la dernière syllabe
Il existe quelques exceptions : des mots accentués sur la dernière syllabe parce que la dernière voyelle a été définitivement perdue. L’accent tonique permet notamment de distinguer les suffixes objets de la première et troisième personne du singulier, -a, accentué à la première personne. Ainsi, Mo tapa-i-á signifie « Il m’a trouvé », mais Mo tapa-i-a « Il l’a trouvé ».

### Syllabes
La plupart des syllabes sont de la forme CV, mais l’amuïssement de certaines voyelles a conduit à l’apparition de syllabes de la forme CVC ou CCV. Cela donne parfois des combinaisons peu courantes telles que r̄kel « atteindre » ou nra « ils ».

## Grammaire

### Marqueurs personnels
L’araki possède plusieurs types de marqueurs personnels : pronoms personnels indépendants, clitiques indiquant le sujet, suffixes indiquant l’objet et suffixes possessifs. Comme dans de nombreuses autres langues austronésiennes, il y a une distinction entre les « nous » exclusif et inclusif.

#### Pronoms indépendants
Ces pronoms ne sont jamais employés dans le rôle d’objet (sauf les deux pronoms en ka-, parce que le suffixe objet correspondant n’existe pas). On les utilise dans le rôle de sujet quand le prédicat est un nom ou pour insister sur le sujet. Ces pronoms sont aussi compatibles avec le suffixe comitatif -n(i), généralement traduit par « et ».
| Personne | Personne  | Singulier | Pluriel |
| -------- | --------- | --------- | ------- |
| 1re      | Inclusive |           | nija    |
| 1re      | Exclusive | na        | kam̈am   |
| 2e       | 2e        | n(i)ko    | kam̈im   |
| 3e       | 3e        | nia       | n(i)ra  |

#### Clitiques sujets
Le sujet des verbes doit être indiqué par un clitique sujet. Il en existe deux jeux : un pour le mode realis (en) (≈temps passé et présent) et un pour le mode irrealis (en) (≈temps futur, mode subjonctif).
| Personne | Personne  | Singulier | Pluriel |
| -------- | --------- | --------- | ------- |
| 1re      | Inclusive |           | jam     |
| 1re      | Exclusive | nam       | kam     |
| 2e       | 2e        | om        | ham     |
| 3e       | 3e        | mo        | mo      |

| Personne | Personne  | Singulier | Pluriel |
| -------- | --------- | --------- | ------- |
| 1re      | Inclusive |           | jo      |
| 1re      | Exclusive | na        | kam̈a    |
| 2e       | 2e        | o         | ha      |
| 3e       | 3e        | jo        | ha      |

#### Suffixes objets
Ces suffixes marquent l’objet direct des verbes transitifs et sont aussi utilisés avec certaines prépositions.
| Personne | Personne  | Singulier | Pluriel |
| -------- | --------- | --------- | ------- |
| 1re      | Inclusive |           | -ja     |
| 1re      | Exclusive | -á        | —       |
| 2e       | 2e        | -ko       | —       |
| 3e       | 3e        | -a        | -ra     |

#### Suffixes possessifs
Les suffixes possessifs servent principalement à indiquer la possession (ils s’attachent aux noms inaliénables et aux marqueurs possessifs), mais sont aussi utilisés avec certaines prépositions.
| Personne | Personne  | Singulier | Pluriel |
| -------- | --------- | --------- | ------- |
| 1re      | Inclusive |           | -ja     |
| 1re      | Exclusive | -k(u)     | -m̈am    |
| 2e       | 2e        | -m        | -m̈im    |
| 3e       | 3e        | -na       | -ra     |

## Lexique
| Mot    | Traduction | Prononciation |
| ------ | ---------- | ------------- |
| terre  | lep̈a       | [let̼a]        |
| eau    | ai         | [ai]          |
| feu    | hapu       | [hapu]        |
| homme  | r̄aju       | [rat͡ʃu]       |
| femme  | p̈ir̄a       | [t̼ira]        |
| manger | hanhan     | [hanhan]      |
| boire  | inu        | [inu]         |
| grand  | lap̈a       | [lat̼a]        |
| petit  | hetehete   | [hetehete]    |
| jour   | rani       | [ɾani]        |
| nuit   | jojo       | [t͡ʃot͡ʃo]      |